# حاجی حسن‌لی
حاجی حسن‌لی (به لاتین: Hacıhəsənli) یک منطقه مسکونی در جمهوری آذربایجان است که در شهرستان تووز واقع شده است. حاجی حسن‌لی ۵۵۲ نفر جمعیت دارد.